# Kevin G. Fair
Kevin G. Fair é um diretor de televisão e cineasta estadunidense. Ficou conhecido por trabalhar em Smallville (2007-2011), Duets (2000), Get Carter (2000), Along Came a Spider (2001), Josie and the Pussycats (2001) and The Core (2003).